# Tribunal de commerce de Paris
 (février 2018).
Si vous disposez d'ouvrages ou d'articles de référence ou si vous connaissez des sites web de qualité traitant du thème abordé ici, merci de compléter l'article en donnant les références utiles à sa vérifiabilité et en les liant à la section « Notes et références ».

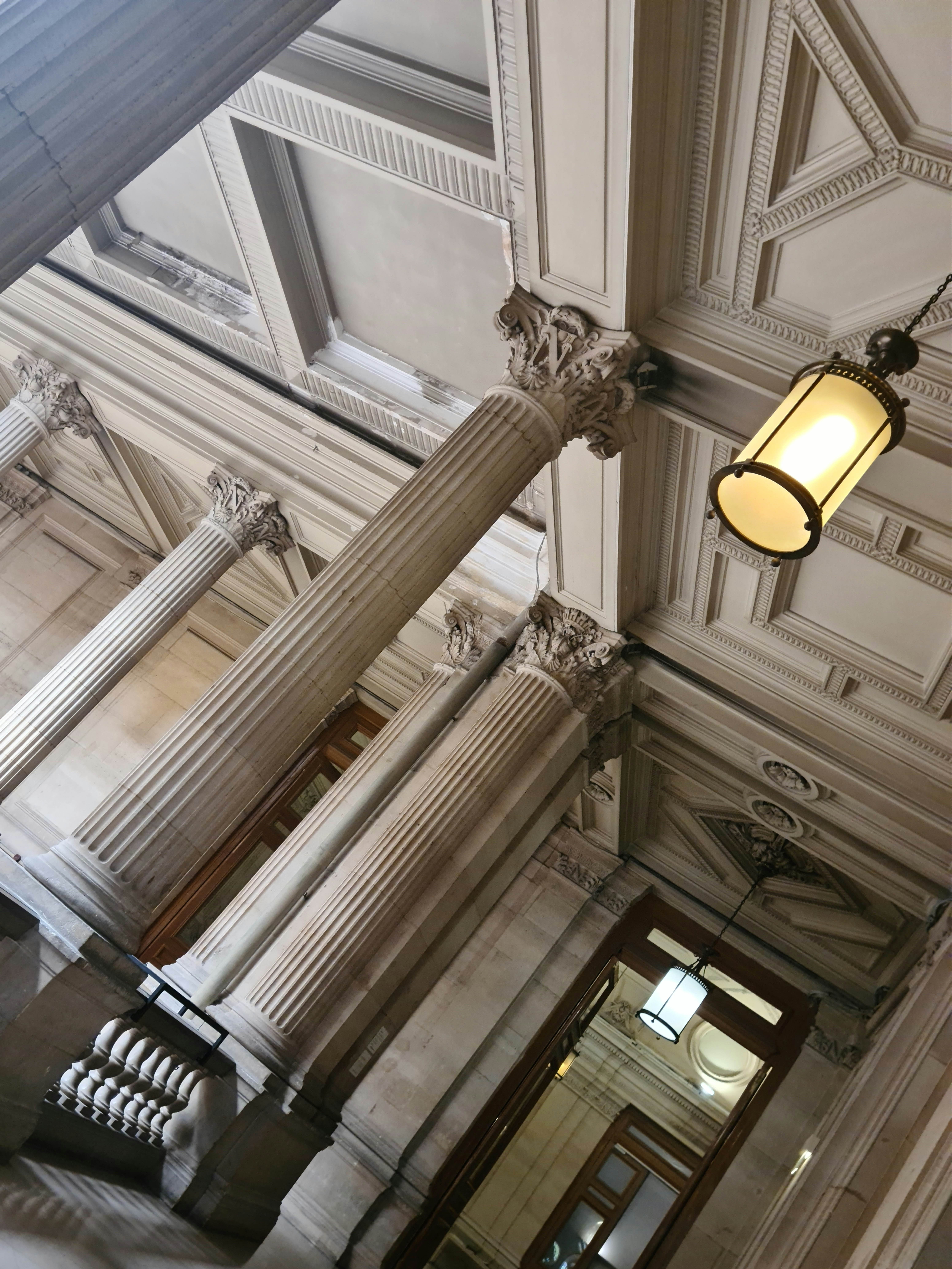
Tribunal de commerce de Paris, coursives.

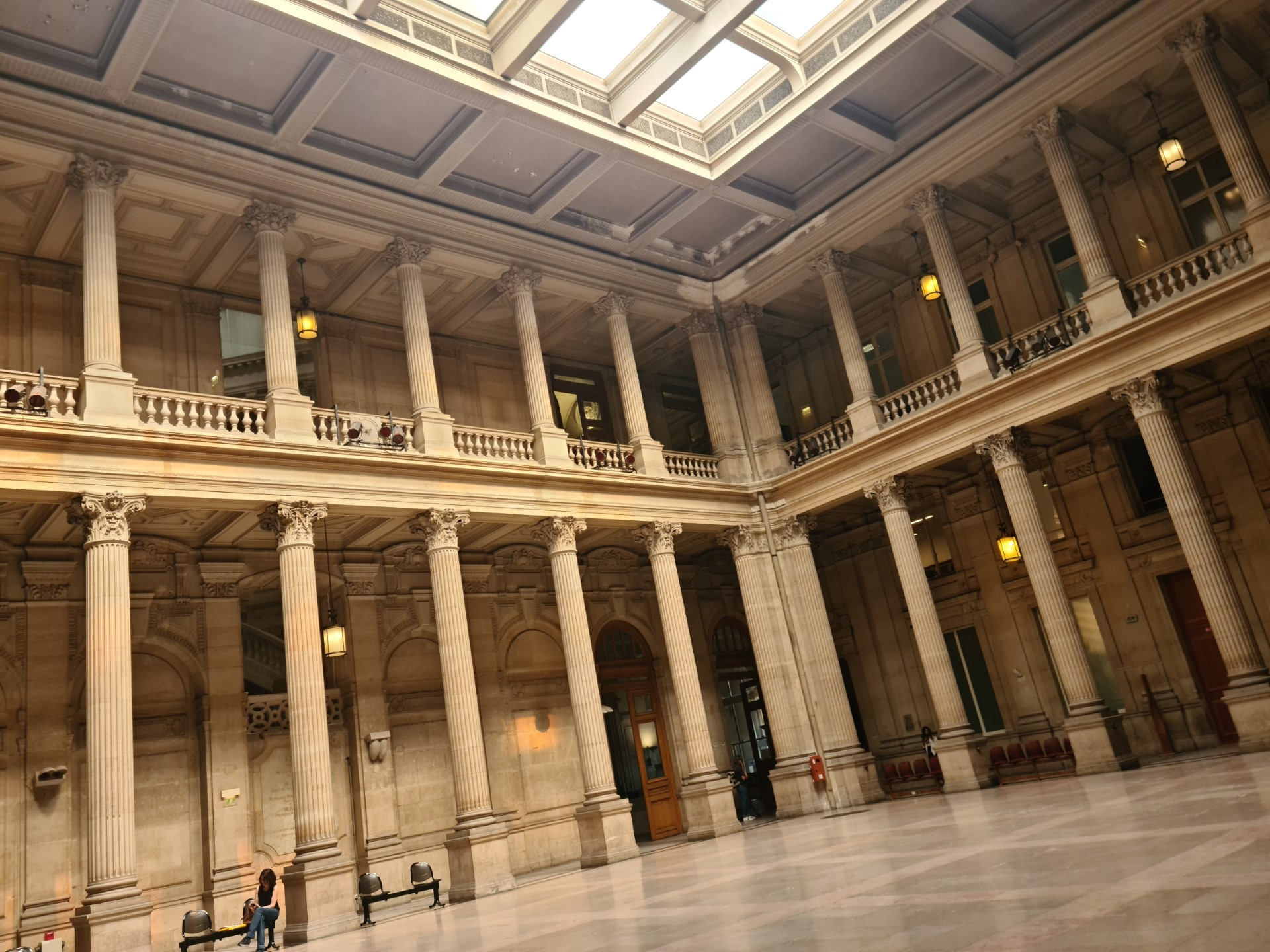
Salle des Pas perdus.

Le tribunal de commerce de Paris est un bâtiment situé sur la rive nord de l'île de la Cité à Paris, abritant le tribunal des activités économiques de la capitale française, anciennement appelé tribunal de commerce.

## Situation et accès
Situé entre le quai de la Corse, le boulevard du Palais, la rue de Lutèce et la rue Aubé (4e arrondissement), il est construit de 1860 à 1865, selon les plans de l'architecte Antoine-Nicolas Bailly (1810-1892), sur ordre de l'empereur Napoléon III.

## Palais du tribunal de commerce de Paris

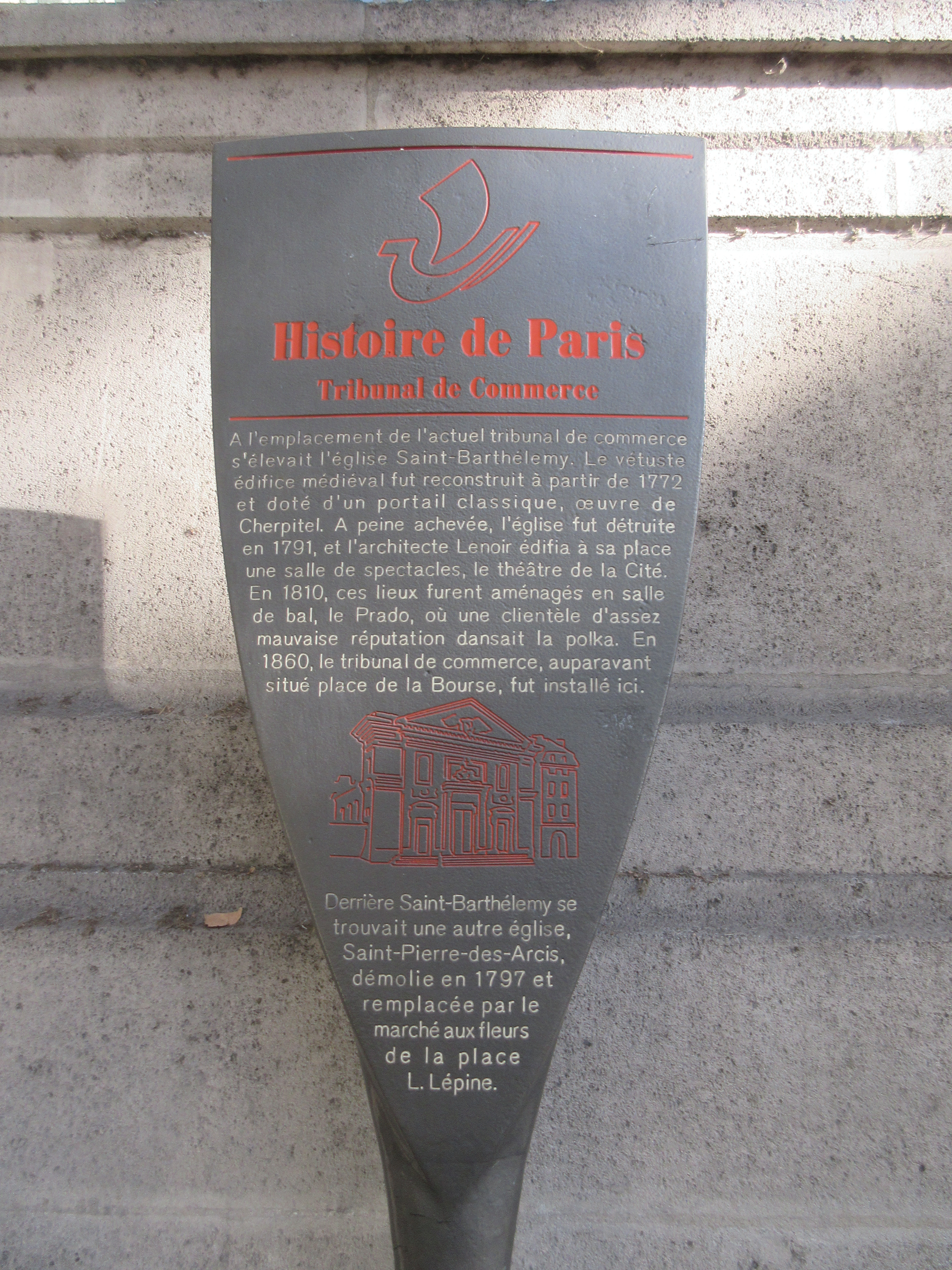
Panneau.

### Bâtiments précédents

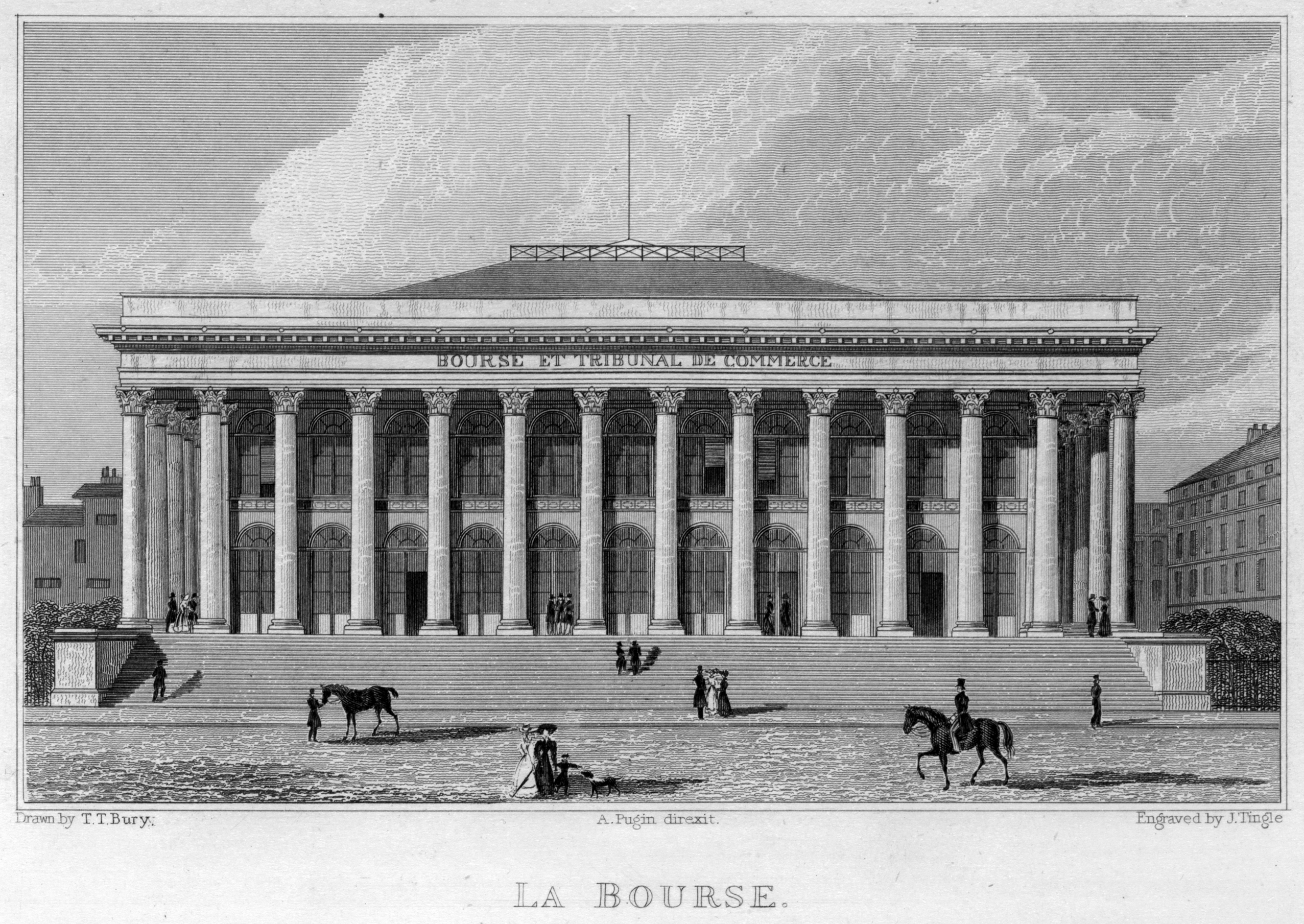
Le palais Brongniart, place de la Bourse, en 1831. La bourse des valeurs et le tribunal de commerce de Paris y cohabitent jusqu'en 1860.

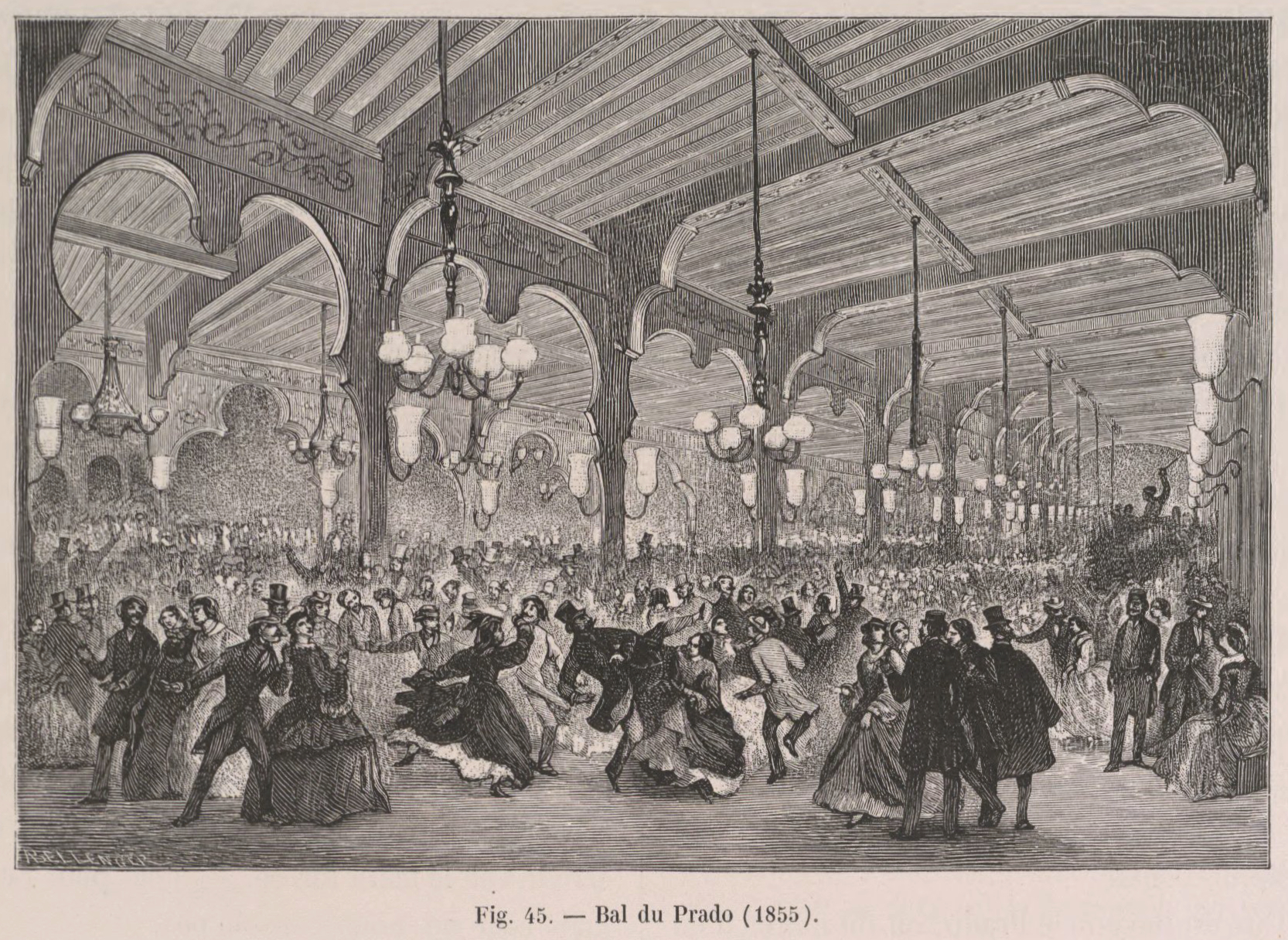
Le bal du Prado, en 1855. La salle est détruite en 1858 en vue de la construction de l'actuel bâtiment du tribunal de commerce.

La juridiction consulaire de Paris a siégé brièvement à sa création en 1563 dans l'abbaye Saint-Magloire, avant de s'installer de manière pérenne en 1570 dans l'hôtel des Juges-Consuls, rue du Cloître-Saint-Merri. À la suite du percement de la rue du Renard, elle déménage en 1826 au palais Brongniart, qu'elle se partage avec la bourse des valeurs.
Afin de faire place à la construction d'un nouveau bâtiment qui lui sera entièrement destiné, la partie ouest de la rue de la Pelleterie est déblayée. Le bal du Prado, qui se trouvait à l'angle de la rue de la Pelleterie et de la rue de la Barillerie (actuellement boulevard du Palais), est démoli en 1858. Il occupait le théâtre de la Cité-Variétés, lui-même construit à l'emplacement de l'église Saint-Barthélemy. La construction du tribunal entraine également la disparition de la rue du Marché-aux-Fleurs, percée en 1812 à l'emplacement de l'église Saint-Pierre-des-Arcis.

### Description
Le corps de logis se présente sous la forme d'un quadrilatère de 50 sur 70 mètres de côtés couronné d'une coupole à huit pans de 45 mètres. L'édifice s'inspire de l'hôtel de ville de Brescia, en Italie, que l'Empereur admirait particulièrement.
Sa façade principale ouest, sur le boulevard du Palais, ne comporte qu'un seul étage, surmonté d'un attique. Au rez-de-chaussée, un avant-corps central est percé de cinq grandes arcades en plein cintre. Les pavillons d'angle sont aussi faiblement accusés que l'avant-corps central ; c'est le défaut habituel des constructions modernes ; elles manquent de saillies prononcées.
La façade du nord palais, sur le quai de la Corse, offre trois arcades portées par des colonnes de style composite, que surmontent les statues de la Loi, par Elias Robert, de la Justice par Jacques-Marie-Hyacinthe Chevalier, de la Fermeté par Louis-Adolphe Eude, et de la Prudence par Jules Salmson. Au-dessus d'elles règne un fronton en attique que supportent quatre figures décoratives de Albert-Ernest Carrier-Belleuse. La façade sud, sur la rue de Lutèce, répète la façade nord. La façade est, sur la rue Aubé, ne répète rien et ne représente rien. Les arcades de la façade principale ouvrent sur un grand vestibule d’où l'on monte à la salle des Pas Perdus et aux salles d’audiences par un escalier dont l'aspect monumental et la riche décoration ne compensent pas la raideur de ses marches. Elle est ornée de peintures dues à Joseph-Nicolas Robert-Fleury et rappelant les fastes de la juridiction consulaire depuis Charles IX jusqu’à Napoléon III. La rue Aubé fait référence à Ambroise Guillaume Aubé, qui fut président du Tribunal de commerce de Paris,.
La coupole, qu'on a beaucoup critiquée, a cependant un double caractère historique. Elle reproduit, sur le désir exprimé par l'Empereur, le trait principal d'une petite église que ce dernier apercevait à sa gauche, émergeant des bords du lac de Garde, pendant qu'il attendait les résultats de l'attaque qu'il venait d'ordonner sur la tour de Solférino. Ce petit bourg perdu dans les arbres, c'était Desenzano, et Bailly, en élevant la coupole octogonale du Tribunal de commerce, a doté Paris d'un souvenir consacré à la glorieuse bataille du 24 juin 1859.
Cette coupole excentrée est une volonté du baron Haussmann. En effet, lors de la création de ses boulevards parisiens ce dernier voulait que chaque boulevard soit terminé par un bâtiment reconnaissable. Il a donc exigé de son architecte, Antoine-Nicolas Bailly, que celui-ci aligne la coupole avec le boulevard Sébastopol nouvellement rénové, au détriment de la symétrie du bâtiment. Dans ses Mémoires, le baron regrette que le tracé du boulevard de Sébastopol n’ait pas été imperceptiblement plus à l’est, de façon à donner comme perspective le dôme de la Sorbonne.

### Galerie

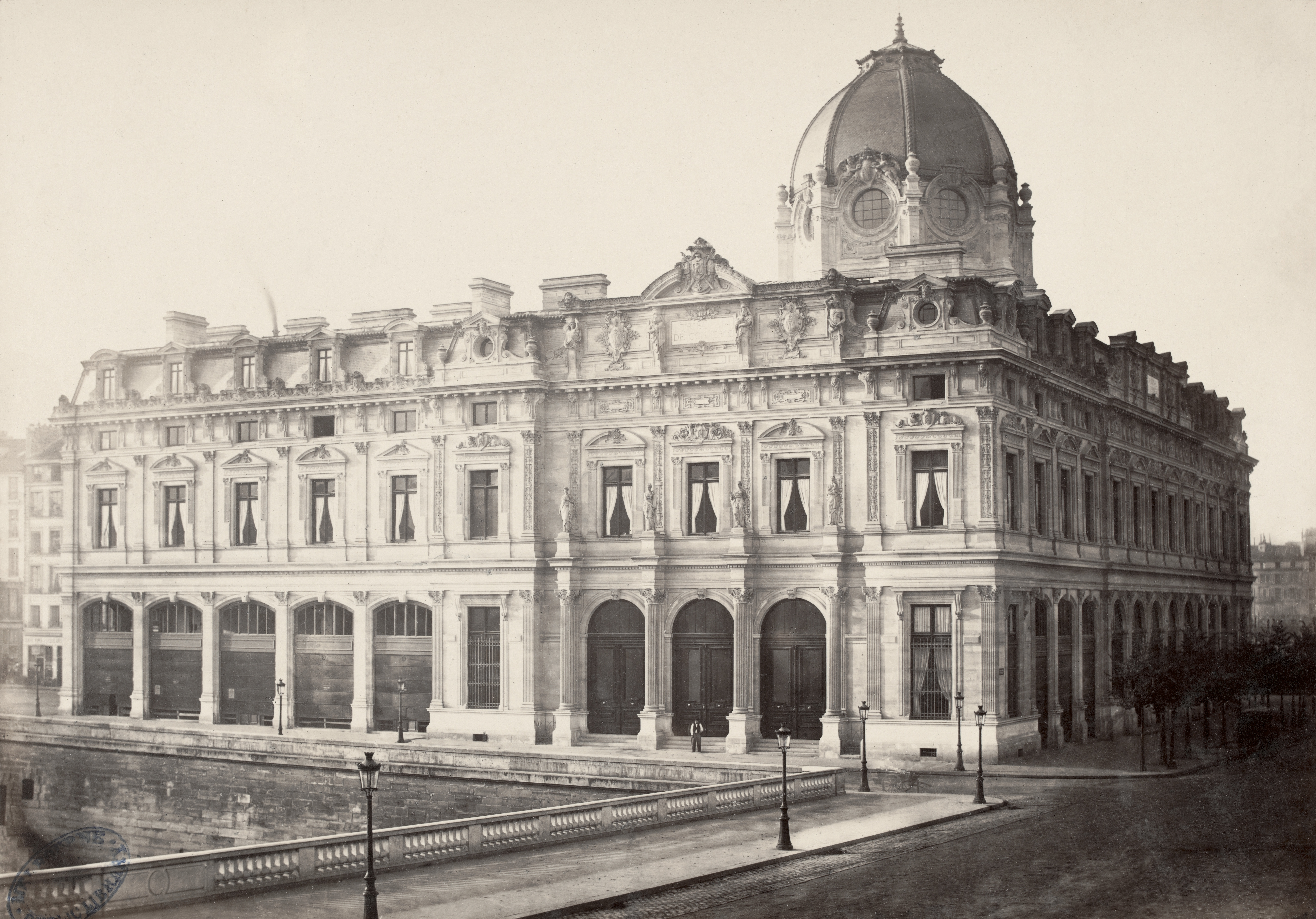
Le bâtiment, peu après sa construction, dans les années 1860.
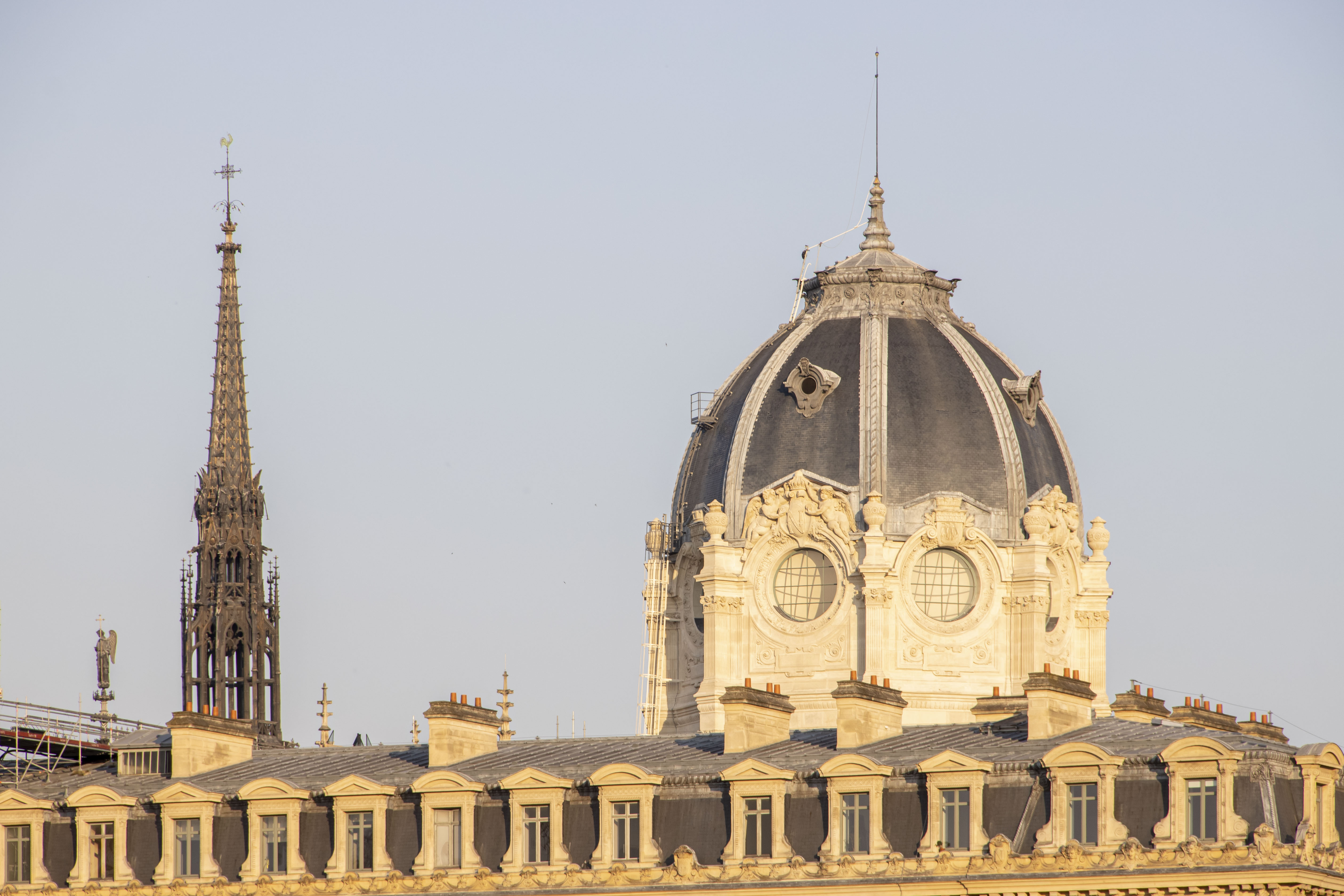
Le dôme, restauré en 2023, et la flèche de la Sainte-Chapelle.
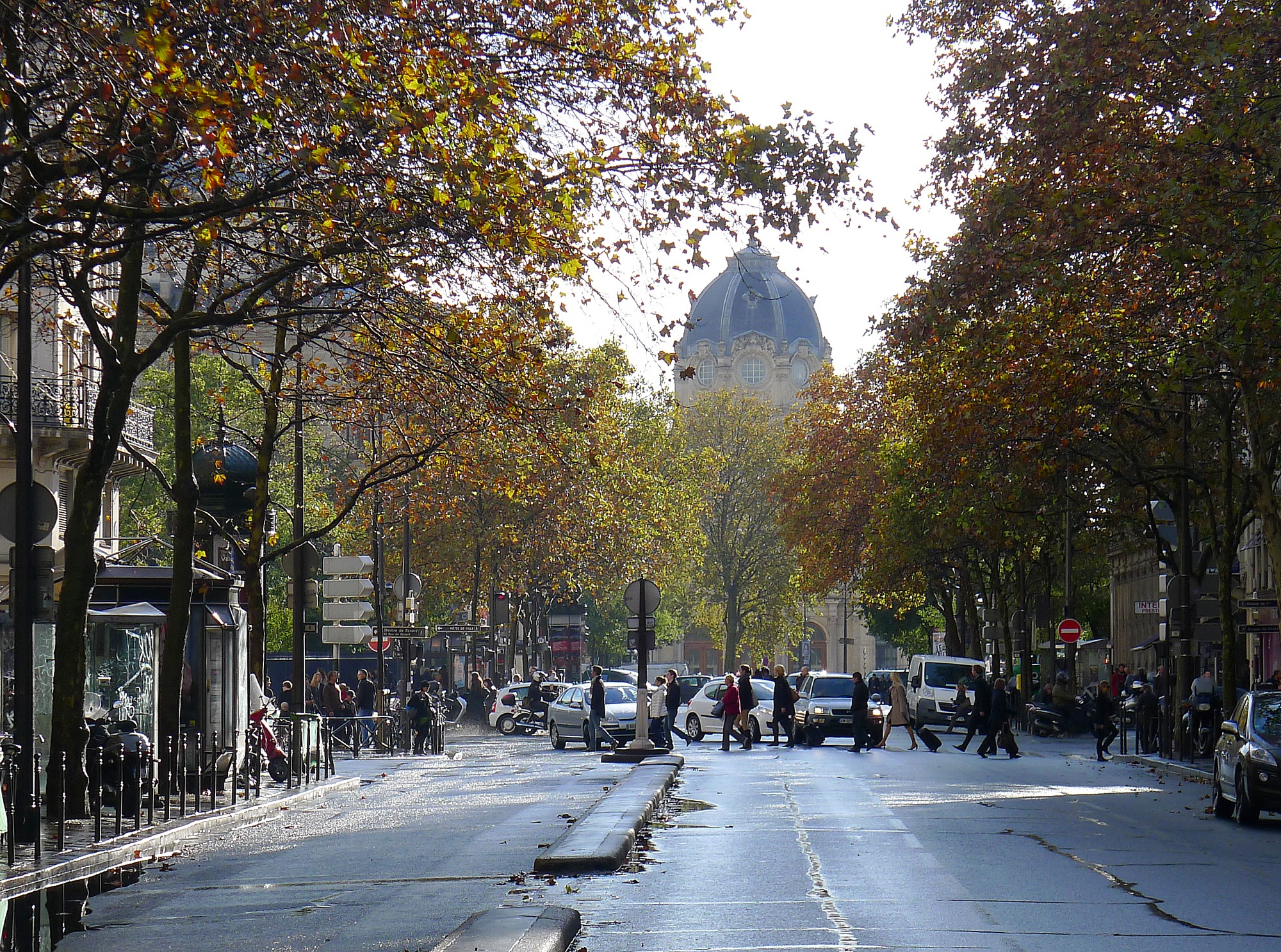
Le tribunal de commerce vu depuis le boulevard de Sébastopol.
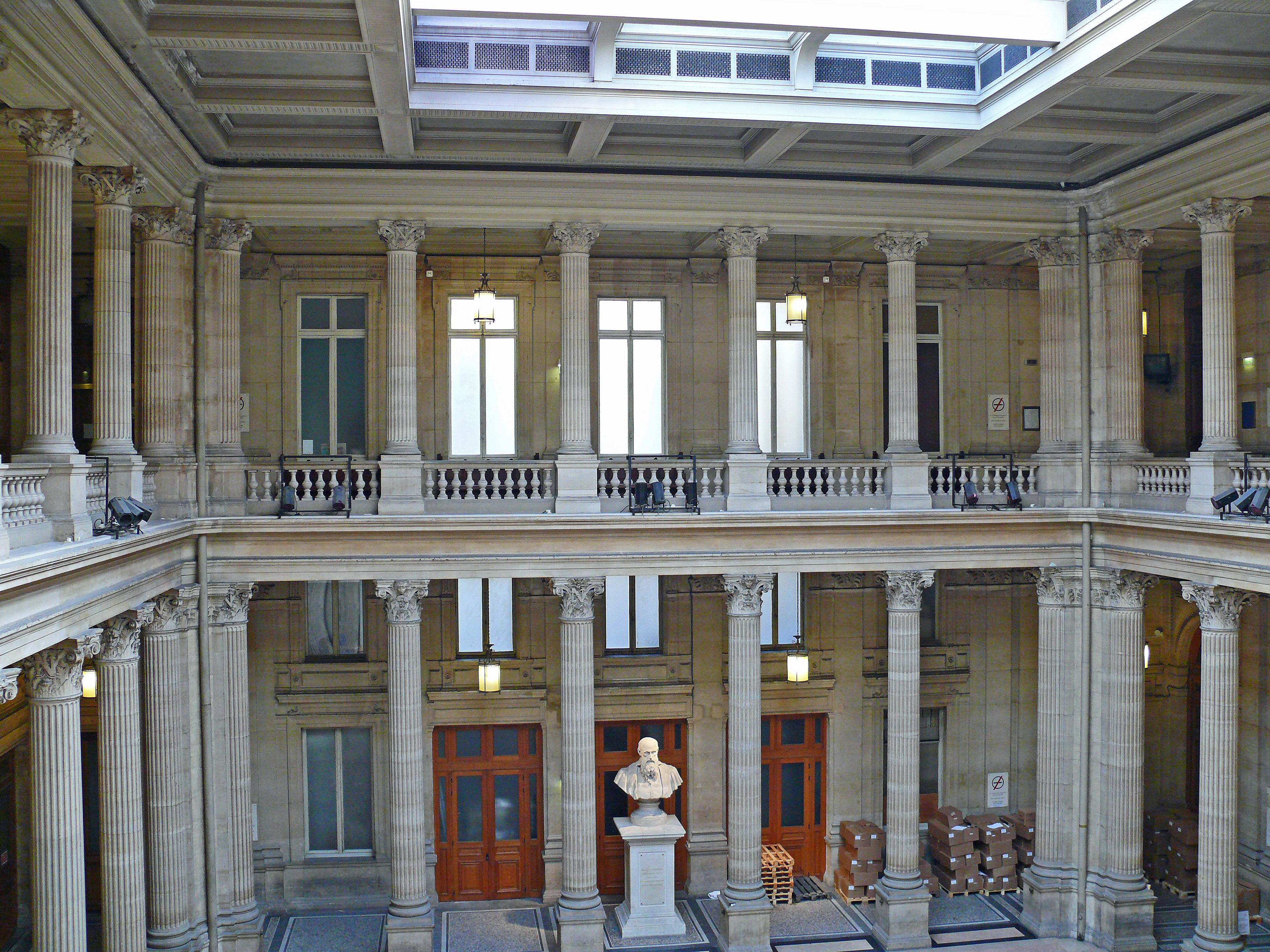
Atrium.
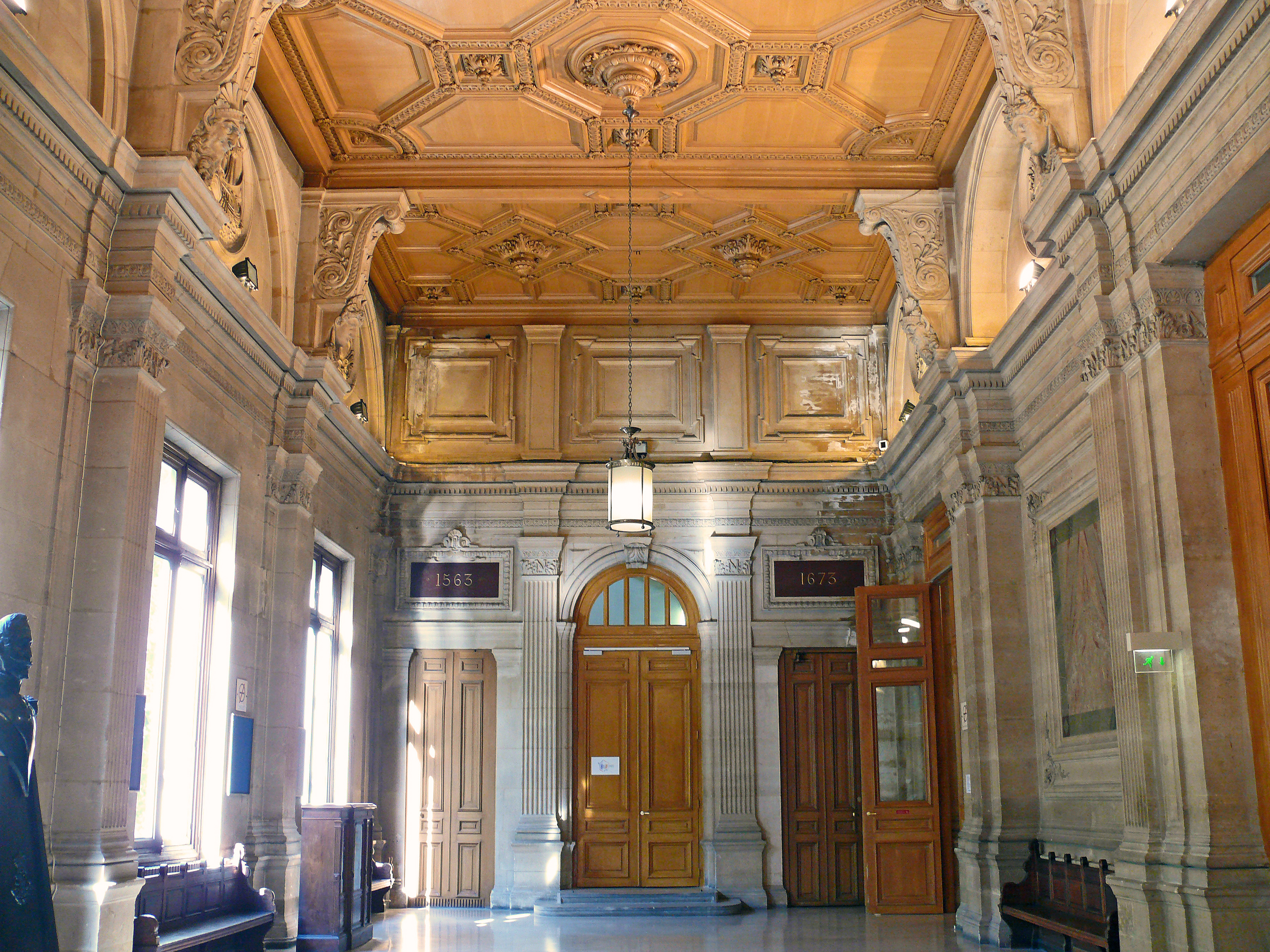
Salle des pas perdus, avec les dates 1563 (création des juridictions consulaires à Paris) et 1673 (ordonnances sur le commerce de Jean-Baptiste Colbert).
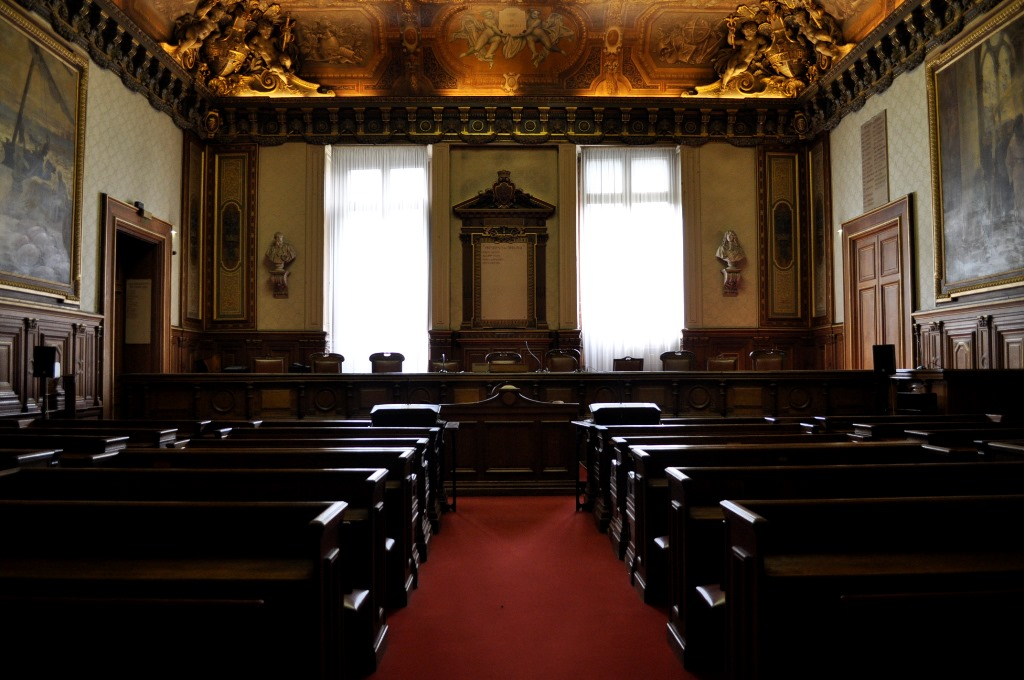
Grande salle d’audience.
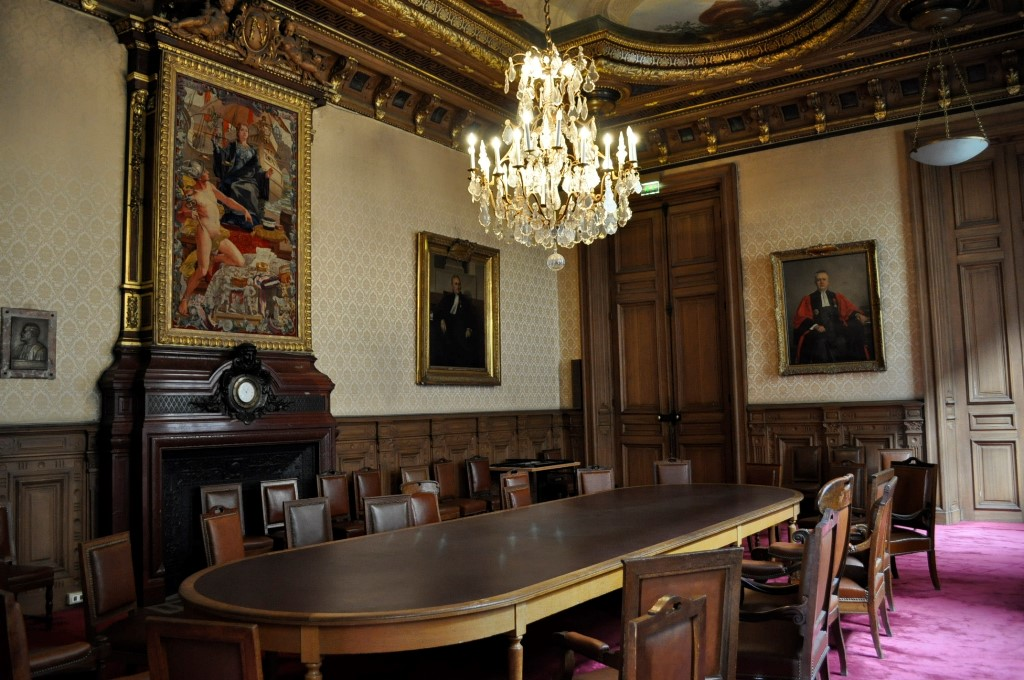
Chambre du conseil.
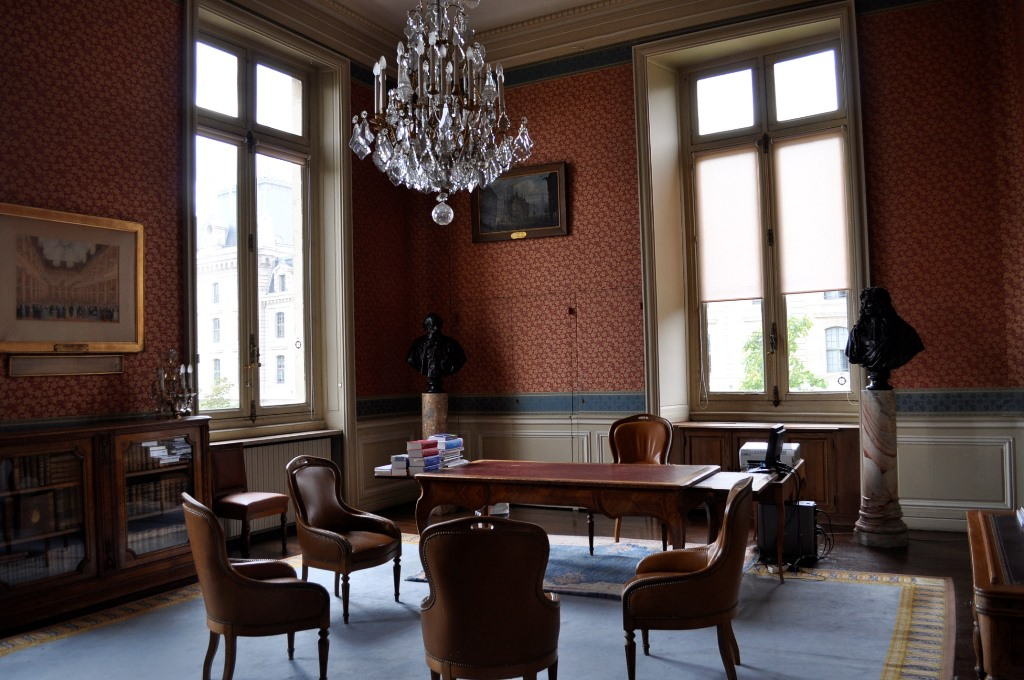
Bureau du président.

## Historique de la juridiction

### Présidents
Le président du tribunal est 41e dans l'ordre de préséance à Paris.
- Hippolyte Ganneron
- Jean-Baptiste Drouin
- Ernest Goüin
- Guillaume Denière
- Charles Alloën-Bessand
- 1899-1901 : Victor-François-Paul Legrand
- Jacques Carcassonne
- 1984-1988 Jacques Bon
- 1988-1992 : Philippe Grandjean[6]
- 1992-1996 : Michel Rouger[7]
- 1996-1999 : Jean-Pierre Mattei
- 1999-2004 : Gilbert Costes
- 2004-? : Perrette Rey
- 2012-2015 : Frank Gentin
- 2016-2019 : Jean Messinesi[8]
- 2019-2024 : Paul-Louis Netter[9]
- Depuis 2024 : Patrick Sayer

### Juges
- Dominique-Paul Vallée